# آدیمورای
آدیمورای یک هنر رزمی تامیلی است که ریشه در منطقه امروزی کانیاکوماری، جنوبی‌ترین نقطه تامیل نادو در هند دارد. این هنر به‌طور سنتی در ناحیه کانیاکوماری تامیل نادو و همچنین مناطق مجاور در جنوب شرقی کرالا تمرین می‌شد. تکنیک‌های ابتدایی بدون سلاح آن آدیتادا نامیده می‌شوند و کاربرد نقاط حیاتی به نام ورما آدی شناخته می‌شود، اگرچه این اصطلاحات گاهی به جای یکدیگر برای اشاره به خود این هنر رزمی استفاده می‌شوند. آدیمورای یک کلمه مرکب در زبان تامیل است که در آن آدی به معنی «ضربه زدن» و مورای به معنی روش یا شیوه است. در دوره مدرن، این هنر همراه با دیگر هنرهای رزمی تامیلی استفاده می‌شود.

## تاریخچه
آدیتادی نسخه غیرکشنده‌ای از آدیمورای است که در تامیل نادو توسعه یافت. این هنر بیشتر در دوران دودمان چِرا، دودمان چولا و دودمان پاندیا که به سه پادشاهی تامیل معروف هستند، تمرین می‌شد و از تکنیک‌های ابتدایی دست‌خالی استفاده می‌کرد.

## تمرین
آدیمورای به‌طور سنتی در فضای باز یا مناطق بدون سقف تمرین می‌شود. این هنر عمدتاً توسط کالارها و نادرهای جنوب تامیل نادو تمرین می‌شود. تکنیک‌ها شامل مشت‌زدن، لگدزدن و مسدود کردن پایه است.

## در فرهنگ عامه
آدیمورای در فیلم پتاس (۲۰۲۰) با بازی دانوش و کارگردانی آر.اس. دورای سنتیل‌کومار به تصویر کشیده شد.
آدی‌ویران (اودهیانیدی استالین)، شخصیت دوم فیلم مامانان (۲۰۲۳)، یک مربی آدیمورای است.

## ببینید
- آنگامپورا
- بانشی
- باتایراخت
- بوجوتسو
- گاتکا
- جوکندو
- کالاریپایاتو
- کندو
- کنجوتسو
- کرابی-کرابونگ
- کوتو واریسای
- مردانی خل
- سیلامبام
- سیلامبام آسیا
- تاهتیب
- تانگ‌تا
- ورما کالای
- انجمن جهانی سیلامبام
- سیلات
- کباچ‌کون بوران